# (5607) 1993 EN
1993 إي أن (ويعرف أيضًا باسم (5607) 1993 إي أن وفق تسمية الكوكب الصغير) (بالإنجليزية: 1993 EN)‏ هو كويكب ضمن حزام الكويكبات؛ وترتيبه 5607 من حيث الاكتشاف.
اكتُشف هذا الجُرم الفلكي بواسطة هيروشي كانيدا في 12 مارس 1993.

## وصلات خارجية
- (5607) 1993 EN في قاعدة بيانات مختبر الدفع النفاث لأجرام النظام الشمسي الصغيرة

- الاكتشاف · مخطط المدار ·  العناصر المدارية · المعلمات المادية

- (5607) 1993 EN على موقع ويكي سكاي: DSS2, SDSS, GALEX, IRAS, Hydrogen α, X-Ray, Astrophoto, Sky Map, Articles and images